# McRae Williams
McRae Williams (Park City, 23 oktober 1990) is een Amerikaans freestyleskiër die is gespecialiseerd op de onderdelen slopestyle en big air. Hij vertegenwoordigde zijn vaderland op de Olympische Winterspelen 2018 in Pyeongchang.

## Carrière
Bij zijn wereldbekerdebuut, in september 2012 in Ushuaia, eindigde Williams op de achtste plaats en scoorde hij direct wereldbekerpunten. In februari 2015 stond de Amerikaan in Park City voor de eerste maal in zijn carrière op het podium van een wereldbekerwedstrijd. Op 14 januari 2017 boekte hij in Font-Romeu zijn eerste wereldbekerzege. In het seizoen 2016/2017 won Williams de wereldbeker op het onderdeel slopestyle. Op de wereldkampioenschappen freestyleskiën 2017 in de Spaanse Sierra Nevada veroverde de Amerikaan de wereldtitel op het onderdeel slopestyle. Tijdens de Olympische Winterspelen van 2018 in Pyeongchang eindigde hij als vijftiende op het onderdeel slopestyle. 
In Park City nam Williams deel aan de wereldkampioenschappen freestyleskiën 2019. Op dit toernooi eindigde hij als zevende op het onderdeel slopestyle en als 22e op het onderdeel big air.

## Resultaten

### Olympische Winterspelen
| Jaar | Plaats      | Resultaten     |
| ---- | ----------- | -------------- |
| 2018 | Pyeongchang | 15e Slopestyle |

### Wereldkampioenschappen
| Jaar | Plaats        | Resultaat                 |
| ---- | ------------- | ------------------------- |
| 2017 | Sierra Nevada | Slopestyle                |
| 2019 | Park City     | 22e Big air 7e Slopestyle |

### Wereldbeker
Eindklasseringen
| Seizoen   | Algm | SS    |
| --------- | ---- | ----- |
| 2012/2013 | 102e | 15e   |
| 2013/2014 | 52e  | 6e    |
| 2014/2015 | 64e  | 4e    |
| 2015/2016 | 13e  | Brons |
| 2016/2017 | 35e  | Goud  |
| 2017/2018 | 58e  | 11e   |
| 2018/2019 | 225e | 45e   |

Wereldbekerzeges
| Datum           | Plaats     | Onderdeel  |
| --------------- | ---------- | ---------- |
| 14 januari 2017 | Font-Romeu | Slopestyle |